# Salacia petenensis
Salacia petenensis là một loài thực vật có hoa trong họ Dây gối. Loài này được Lundell miêu tả khoa học đầu tiên năm 1974.